# Paula Scher
Pour les articles homonymes, voir Scher.
Paula Scher, née 6 octobre 1948, à Washington, est une graphiste, une designer et une peintre américaine. Elle rejoint Pentagram  en 1991.

## Éducation
Née en 1948, Paula Scher étudie à l'école Tyler School of Art en Pennsylvanie et obtient un Bachelor of Fine Arts (BFA) .

## Carrière
Après ses études, son premier travail est chez Random House en tant que responsable dans la section des livres d'enfants. En 1972, elle commence à travailler pour CBS Records. Peu de temps après, elle est embauchée pour un label concurrent, Atlantic Records comme directrice artistique. Mais cela ne dure qu'un an, avant qu'elle ne retourne chez CBS Records. Sur ces deux labels, au rythme de plus d'une centaine de couvertures d'album par an, elle crée des milliers de couvertures d'albums, dont certaines sont devenues mythiques.
En 1982, elle quitte CBS pour travailler en freelance. Elle développe une approche typographique basée sur l'Art déco et le constructivisme russe.
Deux ans plus tard, en 1984, elle cofonde l'agence Koppel & Scher, avec un ami, Terry Koppel. Elle réalise des packagings, de la publicité, notamment une affiche pour les montres suisses Swatch, s'inspirant fortement pour cette marque d'une création d'un graphiste des années 1930, Herbert Matter, pour l'office de tourisme suisse.
En 1991, Scher rejoint le studio de design Pentagram , dont elle devient une associée et une figure emblématique. Depuis, elle vit à New York.

## Identités visuelles
- The Public Theater

En 1994, Scher a été la première à refaire l'identité visuelle du The Public Theater : logo, affiches, .... Son travail a influencé le monde du graphisme
- MoMA

Le logo de MoMA est un des logos les plus reconnus au monde. Paula Scher l'a conçu pour qu'il puisse fonctionner partout : en tant que publicité dans un journal ou comme grande affiche. Elle a travaillé avec une grille pour placer correctement images et textes. 
- Windows

L'artiste a été recrutée par Microsoft pour refaire les logos de Microsoft Office et Microsoft Windows. Elle a retravaillé le logo de la compagnie Microsoft Windows, en évoquant une fenêtre, avec un effet de perspective. Le logo précédant semblait évoquer un drapeau. 
- The New School

En 2014, la refonte de l'identité visuelle de la célèbre université urbaine est confiée à Paula Scher. La nouvelle identité utilise une typographie sur-mesure de caractère qui renforce l'image iconique de la célèbre université et qui s'adapte aux différents instituts et programmes qu'elle propose. 

Windows logo made by Paula Scher

Elle a réalisé d'autres logos, par exemple pour Citibank, Tiffany & Co., Metropolitan Opera, Weight Watchers, etc..

Logo par Scher pour Tiffany & Co.

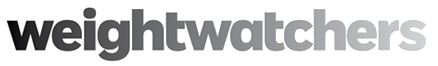
Logo par Scher pour Weight Watchers

## Peintures
Paula Scher réalise également des tableaux. Ce sont principalement des cartes : cartes de New York, des États-Unis mais aussi d'Europe sous différentes formes. Elle a commencé à peindre parce que le travail à la main lui manquait depuis que le graphisme se travaillait principalement à l'ordinateur, et comme antidote également à ce qu'elle appelle la « bureaucratie du design ».